# Aeroportul Taisha
Aeroportul Taisha (IATA: TSC, ICAO: SETH) este un aeroport din Morona Santiago⁠(d), Ecuador.
Situat la o altitudine de 438 m, aeroportul dispune de o singură pistă.